# VOŠ a SPŠ Žďár nad Sázavou
Střední průmyslová škola Žďár nad Sázavou (do roku 2023 Vyšší odborná škola a Střední průmyslová škola Žďár nad Sázavou) je jedna ze dvou technických škol ve Žďáře nad Sázavou. Každým rokem má škola kolem 900–1000 studentů, rozdělených do 23 oborů a dále rozdělených do 2 pracovišť. V posledních 20 letech je kladen důraz zejména na vybavení výpočetní technikou, moderními technologiemi a modernizaci učeben.

## Historie školy
Roku 1951 byla ministerstvem školství zřízena Vyšší průmyslová škola strojnická ve Žďáře nad Sázavou. Rokem 1955 započala výstavba pracoviště na ulici Studentská, kde byla výuka zaměřená více na teoretickou část. V roce 1957 bylo pracoviště z ulice Strojírenské přiřazeno ke ŽĎASu a tím zaměřeno více na praktickou část výuky. V roce 1984 byl obor strojírenství rozdělen do odvětví technologie, konstrukce a provozuschopnosti. Díky rozvoji průmyslu se v roce 1990 přidaly další obory jako Elektrotechnika, Informační technologie ( dříve technické lyceum ), Technické zařízení budov a Ekonomika a podnikání ve strojírenství ( dříve strojírenská a technická administrativa ).
Od 1. července 2014 k ní byla připojena SŠT Žďár nad Sázavou.
V roce 2023 byla škola přejmenována z názvu Vyšší odborná škola a Střední průmyslová škola Žďár nad Sázavou na Střední průmyslová škola Žďár nad Sázavou.

## Obory
Střední škola:
- strojírenství
- elektrotechnika

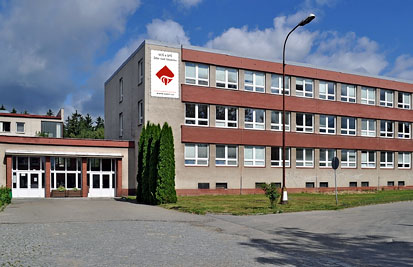
Učiliště Strojírenská

- ekonomika a podnikání ve strojírenství
- technická zařízení budov
- informační technologie ve strojírenství

Vyšší odborná škola:
- ekonomika a strojírenství
- automatizace a informatika
- informační technologie ve strojírenství

Čtyřleté studijní obory:
- technik modelových zařízení
- mechanik seřizovač
- mechanik elektrotechnik

Tříleté učební obory:
- modelář
- strojní mechanik
- nástrojař
- obráběč kovů
- elektrikář

## Činnost školy
VOŠ a SPŠ Žďár nad Sázavou se každým rokem aktivně podílí na desítkách projektech. V projektech jsou studenti aktivně zasazeni a pomáhá jim to k dosažení praktické zkušenosti a zlepšení v dané oblasti.
Příkladné projekty:
POSTAV SI SVÉ AUTO KAIPAN ( studenti za pomocí učitelů sestaví Auto Kaipan )
Solární den ( Ukázání veřejnosti využití solární energie )
Studentský Chopper ( Studenti vytváří motorku Chopper od samotného návrhu po finální výtvor )
ICT nás baví (Cílem projektu je zvýšení kompetence pedagogických pracovníků k integraci technologií do výuky )

Škola je také aktivně zapojena v programu Erasmus+, kde desítky svých studentů posílá do vzdálených krajin ( Itálie, Španělsko, Maďarsko a spousta dalších ) za účelem zlepšení se v daném oboru, zlepšení cizího jazyka a zvýšení flexibility v cizí zemi.
Dlouholetá spolupráce s nakladatelstvím Albatros Media a.s a Computer Press dokázala spojit schopnosti pedagogů s nakladatelstvím k vydání několika výukových knih v oblasti technického kreslení, AutoDesku, Ekonomice, Automatizaci a Autodesk Inventoru.
Dále je také škola zapojena do spolupráce s firmou Microsoft, která umožňuje škole a studentům přístup k produktům od Microsoftu zcela zdarma a také ji umožňuje zavést do jejich výuky.

## Úspěchy
- Vyšší odborná škola a Střední průmyslová škola Žďár nad Sázavou obsadila 1. místo v hodnocení „státních“ maturit, mezi stejně zaměřenými školami v rámci kraje Vysočina. (23. června 2011)
- 3. místo v soutěži CNC obráběcích strojů pořádané při příležitosti Mezinárodního strojírenského veletrhu 2019 v Brně.
- Postup do finále studenta Jiřího Dítěte v mezinárodní soutěži Google code-in 2017
- Vítězství studentů VOŠ a SPŠ Žďár nad Sázavou ve 4. ročníku Kybersoutěže